# Международен театрален фестивал „Варненско лято“
Вижте пояснителната страница за други значения на Варненско лято.
Международният театрален фестивал „Варненско лято“ се провежда всяка година от 1 до 11 юни във Варна.
Създаден е през 1993 г. В първите 3 години от съществуването си фестивалът представя най-добрите български театрални постановки, а от 1996 г. се превръща в международен. Участват престижни трупи от чужбина. Сред гостите са селекционери и директори на европейски фестивали, както и театрални критици.
Организира се от Българската асоциация за театър, Община Варна и Министерството на културата в сътрудничество със Съюза на артистите и Сдружението на театралните директори.